# Cornwall Combination
De Cornwall Combination is een Engelse voetbalcompetitie uit het westen van Cornwall en werd opgericht in 1959.
De league heeft één divisie die zich op het 12de niveau bevindt in de Engelse voetbalpiramide. De kampioen kan een aanvraag indienen om te promoveren naar de South Western Football League. Clubs kunnen degraderen naar de Falmouth & Helston League of de Mining League.

## Recente kampioenen
- 1990-91 - Mullion
- 1991-92 - Mullion
- 1992-93 - Penryn Athletic
- 1993-94 - Penryn Athletic
- 1994-95 - Truro City Reserves
- 1995-96 - Penryn Athletic
- 1996-97 - Perranwell
- 1997-98 - Perranwell
- 1998-99 - Truro City Reserves
- 1999-00 - Penryn Athletic
- 2000-01 - Helston Athletic
- 2001-02 - St Agnes
- 2002-03 - St Agnes
- 2003-04 - Penryn Athletic Reserves
- 2004-05 - Goonhavern
- 2005-06 - Truro City Reserves